# Jessica Szohr
Jessica Karen Szohr (Menomonee Falls; 31 de marzo de 1985) es una ex actriz estadounidense, conocida por interpretar a Vanessa Abrams en la serie Gossip Girl.

## Biografía
Es de ascendencia húngara y somalí. Con 16 años empezó a trabajar como modelo y se graduó en el Menomonee Falls High School (Wisconsin). Aunque ha realizado muchas apariciones en televisión: Somebody Help Me, CSI: Miami, What about Brian, House at the End of the Drive, The Reading Room, That's So Raven, Joan of Arcadia, Drake & Josh, What I Like about You, Uncle Nino and My Wife and Kids (The CW). También apareció en el videoclip de Over You del grupo Daughtry. Participó en el anuncio de Thalía para Kmart titulado Aquí, hoy.
Interpretó a Vanessa Abrams en la serie Gossip Girl (entre 2007 y 2011) hasta finales de la cuarta temporada. La salida de su personaje se justificó con un viaje de estudios a Barcelona (España). A pesar de haber abandonado la serie hizo un cameo en el último capítulo de la serie cuando la identidad de Gossip Girl salió a la luz.

## Vida personal

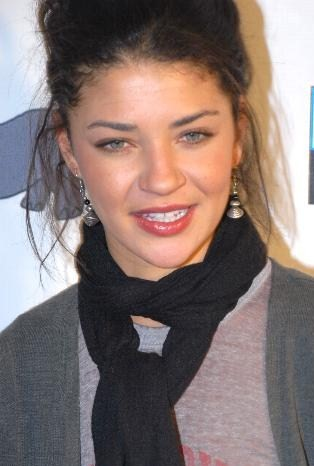
La actriz Jessica Szohr.

Mantuvo una breve relación con el que fue su compañero en Gossip girl, Ed Westwick, hasta que lo engañó. 
En septiembre de 2020 se hizo público que estaba esperando su primer hijo con su novio Brad Richardson. Su hija, Bowie Ella Richardson, nació el 11 de enero de 2021.

## Filmografía
| Año  | Título                        | Papel          | Notas                                   |
| ---- | ----------------------------- | -------------- | --------------------------------------- |
| 2005 | The Reading Room              | Dayva          | Película original de Hallmark Channel   |
| 2006 | House at the End of the Drive | Krista         |                                         |
| 2007 | Somebody Help Me              | Nicole         | Directamente en DVD                     |
| 2009 | Fired Up!                     | Kara           |                                         |
| 2010 | Piranha 3D                    | Kelly Driscoll |                                         |
| 2011 | Love, Wedding, Marriage       | Shelby         |                                         |
| 2011 | I Don't Know How She Does It  | Paula          |                                         |
| 2011 | Tower Heist                   | Sasha Gibbs    | interpretó a la mujer de Casey Affleck. |
| 2012 | Love Bite                     | Juliana        |                                         |
| 2013 | Pawn                          | Bonnie         |                                         |
| 2013 | The Internship                | Marielena      |                                         |
| 2013 | Brightest Star                | Lita Markovic  |                                         |
| 2014 | 10 Cent Pistol                | Chelsea        |                                         |
| 2014 | Two Night Stand               | Faiza          |                                         |
| 2015 | Ted 2                         | Allison        |                                         |

## Televisión
| Año           | Título           | Personaje                          | Notas                             |
| ------------- | ---------------- | ---------------------------------- | --------------------------------- |
| 2005          | That's So Raven  | Jordash Hiltoper                   | 1 Episodio: "The Big Buzz"        |
| 2007          | CSI: Miami       | Samantha Barrish                   | 3 Episodios                       |
| 2007          | What About Brian | Laura                              | 6 Episodios                       |
| 2007-2012     | Gossip Girl      | Vanessa Abrams                     | 1-4 (principal) 6 (invitada)      |
| 2012          | Punk'd           | Ella Misma                         | 1 Episodio: "Hayden Panettiere"   |
| 2013          | Men at Work      | Jenny                              | 1 Episodio: "Long Distance Tyler" |
| 2015          | Complications    | Gretchen Polk                      | Personaje Principal               |
| 2015          | Kingdom          | Laura Melvin                       | 5 Episodios                       |
| 2015          | CSI: Cyber       | Carmen López / Det. April Castilla | 1 Episodio: "Gone in 6 Seconds"   |
| 2017          | Twin Peaks       | Renee                              | 3 Episodios                       |
| 2017-2018     | Shameless        | Nessa                              | 11 Episodios                      |
| 2019-presente | The Orville      | Talla Keyali                       | Personaje Principal               |

## Videos musicales
| Año  | Título       | Artista           | Notas             |
| ---- | ------------ | ----------------- | ----------------- |
| 2007 | Best Days    | Matt White        |                   |
| 2007 | Over You     | Daughtry          |                   |
| 2013 | 22           | Taylor Swift      | Videoclip musical |
| 2014 | Already Home | A Great Big World |                   |